# Pho mát

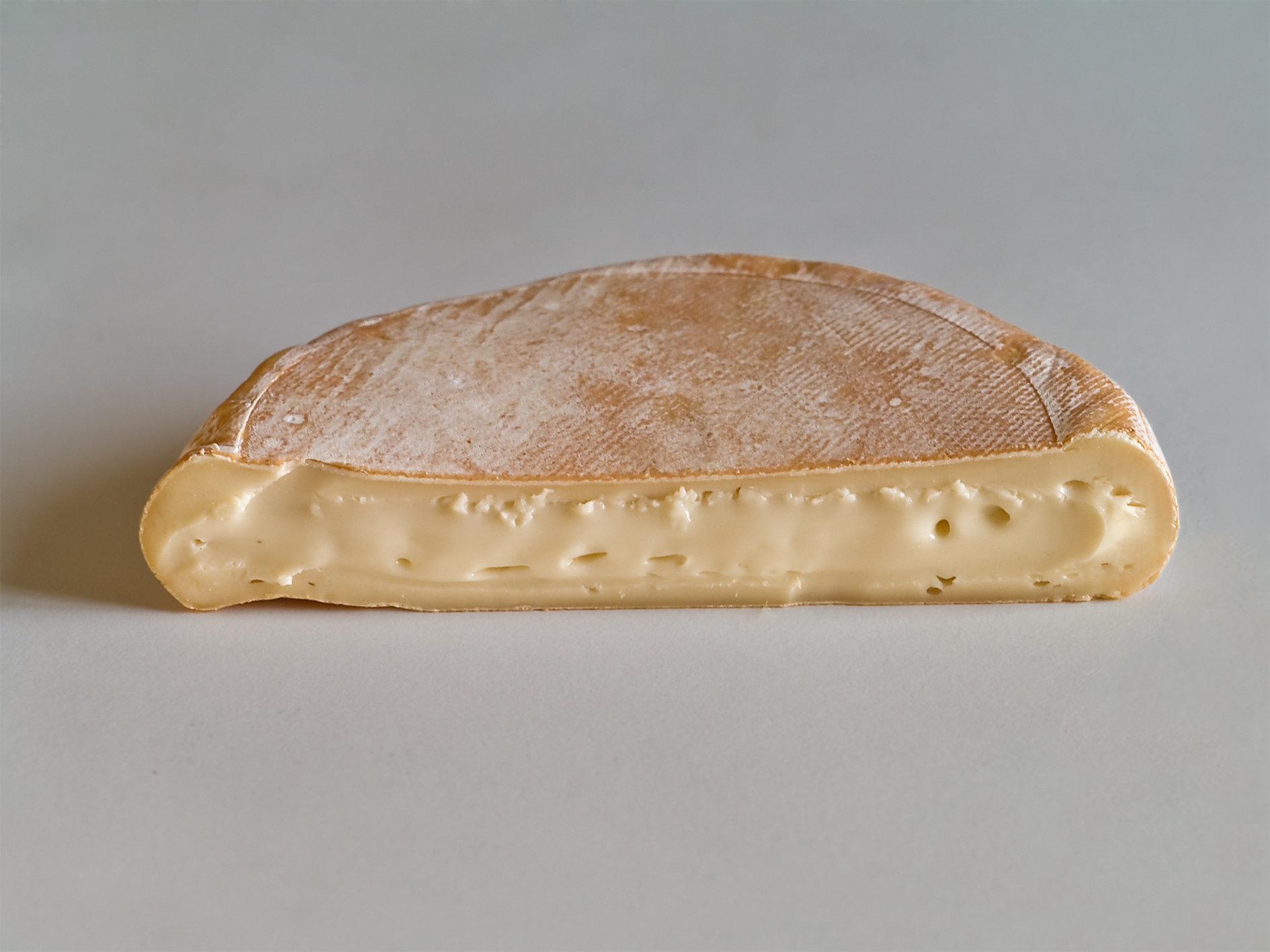
Pho mát Reblochon

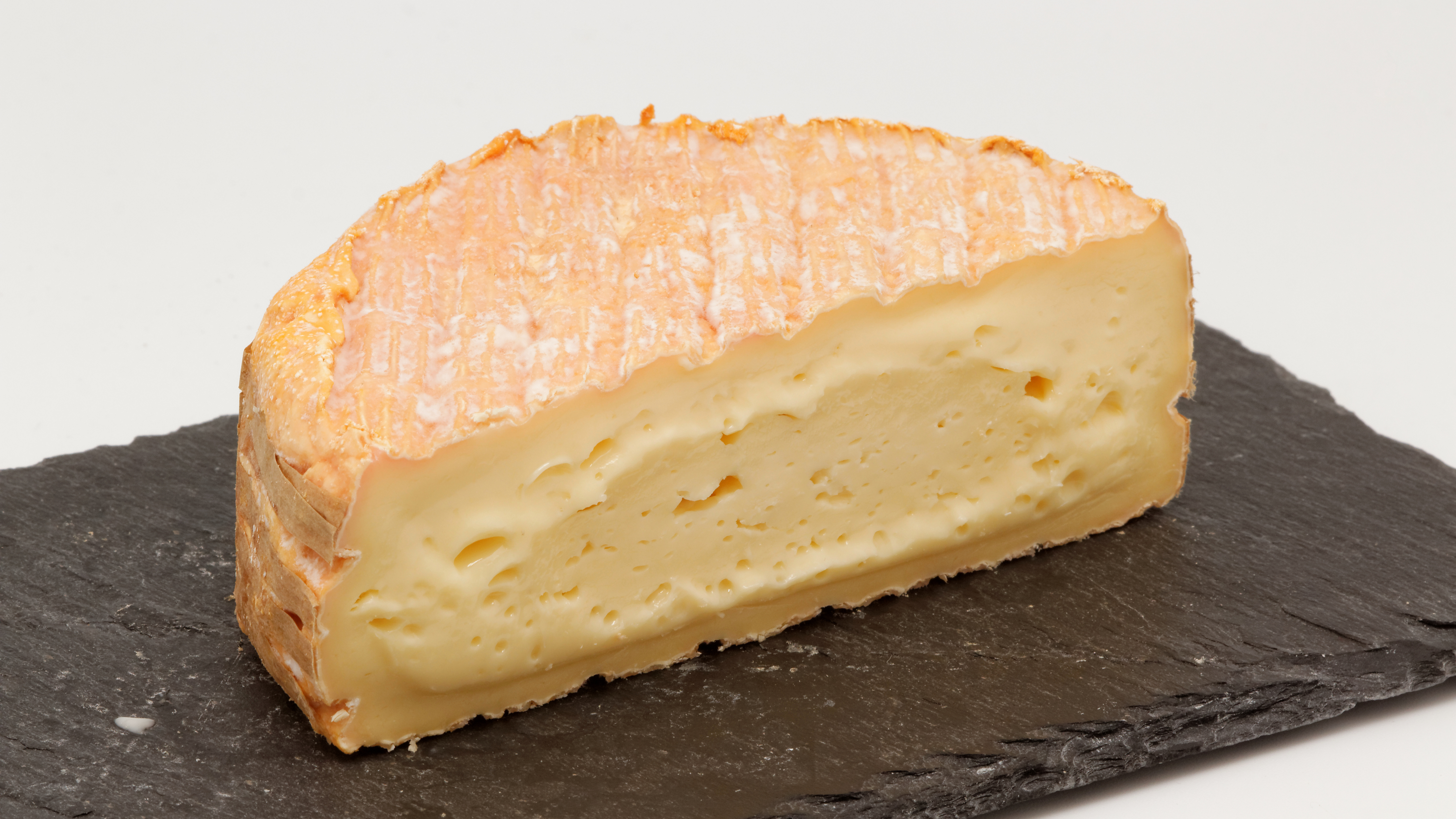
Phô mai Livarot

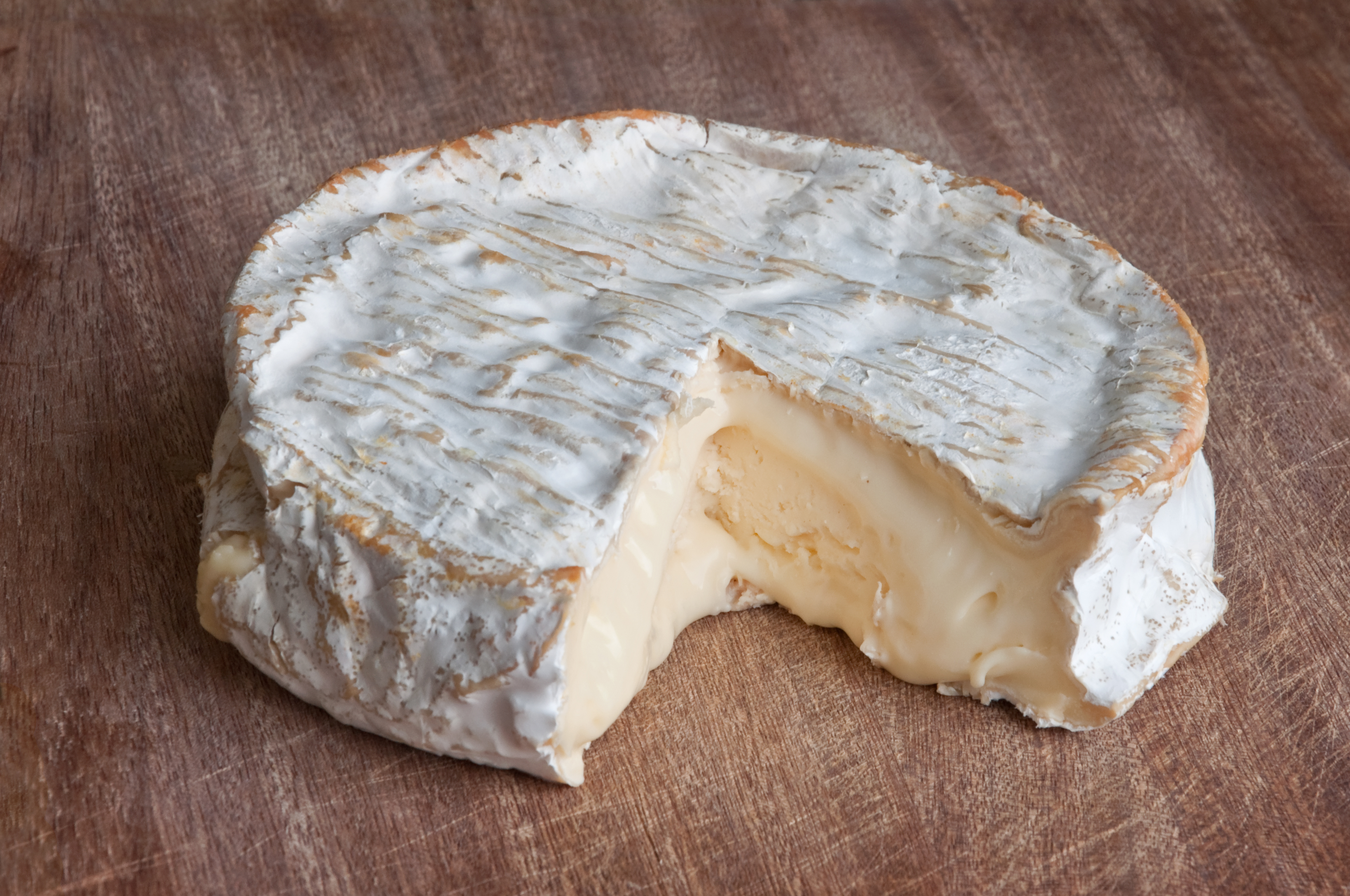
Phô mai Coulommiers

Pho mát hay còn gọi là phô mai hoặc cũng có khi là phó mát, phổ mách hay phôma (từ tiếng Pháp fromage) hay cheese/cheeze là thực phẩm làm bằng cách kết đông và lên men (ủ) sữa của bò, trâu, dê, cừu, ngựa, tê giác hoặc từ sữa thú vật khác với mục đích bảo quản các sản phẩm từ sữa (vốn rất mau hỏng) để có thể dùng trong thời gian dài hơn. Có thể kết đông sữa tạo thành pho mát sau khi axít hóa sữa bằng cách cấy vi khuẩn rồi thêm vào enzyme rennet (hay những enzyme thay thế). Phần rắn được tách ra và được đập thành hình dạng nhất định. Một số loại pho mát có khuôn mẫu trên vỏ hoặc trong suốt. Hầu hết các loại pho mát tan chảy ở nhiệt độ nấu.
Hàng trăm loại pho mát từ các nước khác nhau đã được sản xuất. Phong cách, kết cấu và hương vị của chúng phụ thuộc vào nguồn gốc của sữa (bao gồm cả chế độ ăn của động vật), sữa đã được tiệt trùng hay không, các thành phần của bơ, các loại vi khuẩn và nấm mốc, cách thức xử lý và lão hóa. Các loại thảo mộc, gia vị, hoặc khói gỗ có thể được sử dụng như là các hương liệu. Màu vàng chuyển sang màu đỏ của nhiều loại pho mát, như Red Leicester, được sản xuất bằng cách thêm annatto. Các thành phần khác có thể được thêm vào một số loại pho mát, như ớt đen, tỏi, hẹ, dâu, một cục phô mai khác hoặc việt quất.
Đối với một vài loại pho mát, sữa được chiết tách bằng cách thêm axit sulfuric hoặc là axit clohidric, giấm hoặc nước chanh. Hầu hết các loại pho mát được axit hóa đến một mức độ thấp hơn do vi khuẩn, chất đường trong sữa thành axit lactic, tiếp đó bổ sung các men dịch vị để hoàn thành quá trình chiết tách. Có sẵn các phương pháp thay thế để làm pho mát chay; hầu hết chúng được sản xuất bằng quá trình lên men của nấm Mucor miehei, nhưng những loại men khác đã được chiết xuất từ các loài khác nhau của họ thistle Cynara.
Pho mát được đánh giá cao vì khả năng có thể vận chuyển, lưu trữ lâu dài, hàm lượng chất béo, protein, calci và phosphor của nó. Pho mát nhỏ gọn hơn và có hạn sử dụng dài hơn sữa, mặc dù hạn sử dụng của pho mát phụ thuộc vào loại pho mát; sữa chỉ có thể sử dụng sau khi mở bao bì trong vòng một tuần, còn phô mai có thể bảo quản được trong vài tháng hoặc thậm chí là năm; nhãn bao bì trên gói pho mát thường chỉ ra pho mát nên được tiêu thụ trong vòng 3-5 ngày kể từ ngày sản xuất. Nói chung, các loại pho mát cứng có hạn sử dụng dài hơn các loại pho mát mềm, chẳng hạn như Brie hoặc pho mát sữa dê. Những người sản xuất pho mát ở gần khu vực chăn nuôi bò sữa có thể được hưởng lợi từ sữa tươi hơn, giá thấp hơn, và chi phí vận chuyển thấp hơn. Thời gian lưu trữ lâu dài của một số loại pho mát, đặc biệt lâu nếu nó được bọc trong một lớp vỏ bảo vệ, cho phép chỉ bán đi khi giá thị trường thuận lợi.
Trở thành một chuyên gia trong lĩnh vực pho mát đòi hỏi một nền giáo dục chính quy và nhiều năm nếm và kinh nghiệm thực tiễn, giống như trở thành một chuyên gia trong rượu vang hoặc trong ngành nấu ăn. Những người bán pho mát chịu trách nhiệm về tất cả các khía cạnh của hàng tồn kho pho mát: chọn menu pho mát, mua, nhận, lưu trữ, và làm chín pho mát.
Có cuộc tranh luận về cách tốt nhất để lưu trữ pho mát, nhưng một số chuyên gia cho rằng gói nó trong giấy pho mát cho kết quả tối ưu. Giấy phô mai được bọc bằng một lớp nhựa xốp bên trong, còn bên ngoài có một lớp sáp. Sự kết hợp giữa nhựa ở bên trong và sáp bên ngoài đã bảo vệ pho mát bằng cách tạo sự ngưng tụ pho mát được loại đi trong khi ngăn chặn sự suy giảm độ ẩm từ bên trong pho mát. Loại vi khuẩn và cách xử lý phần sữa kết tủa có vai trò chính nhằm làm thay đổi độ chắc và hương vị khiến mỗi loại pho mát có đặc trưng riêng. Một số pho mát cũng có mốc, hoặc ở trên vỏ hay ở toàn bộ miếng pho mát thành phẩm.

## Từ nguyên

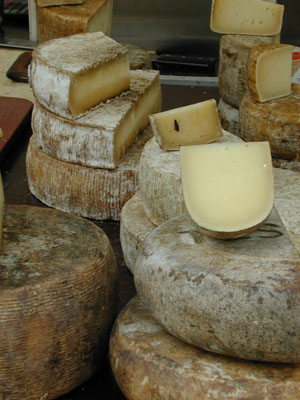
Pho mát ở chợ Basel (Thụy Sĩ)

Từ Latinh caseus là nguồn gốc của danh từ queso của tiếng Tây Ban Nha, queijo tiếng Bồ Đào Nha, keju tiếng Mã Lai (mượn qua tiếng Bồ Đào Nha), caş tiếng Romana, và cacio tiếng Ý. Có lẽ caseus cũng là nguồn gốc của nhiều ngôn ngữ gốc Đức, và cả danh từ protein casein. Hình thức sớm nhất có lẽ là gốc từ *kwat- trong ngôn ngữ tiền hệ Ấn-Âu, có nghĩa là "làm men, làm chua".
Khi người La Mã cổ bắt đầu làm pho mát cứng để tiện làm quân lương, thì danh từ formaticum (từ caseus formatus nghĩa là "pho mát định hình") tạo ra những từ phái sinh như fromage tiếng Pháp, "pho mát" tiếng Việt (mượn qua ngả tiếng Pháp), formaggio tiếng Ý, formatge tiếng Catala, fourmaj tiếng Breton, và furmo tiếng Oc.
Đối với tiếng Anh, danh từ hiện dùng là cheese, xuất phát từ chese tiếng Anh trung cổ, và cīese hay cēse tiếng Anh cổ. Nhóm ngôn ngữ Tây Đức cũng chung một gốc đó: tsiis tiếng Frysk, kaas tiếng Hà Lan, Käse tiếng Đức, và chāsi tiếng Đức cổ. Tầm nguyên xa xưa nữa là *kasjus, mượn từ Latinh.
Tiếng Việt một thời gọi là "bánh sữa" khi thức ăn này du nhập Việt Nam dưới thời Pháp thuộc. Sau người Việt phiên âm thẳng từ tiếng Pháp.

## Đặc điểm

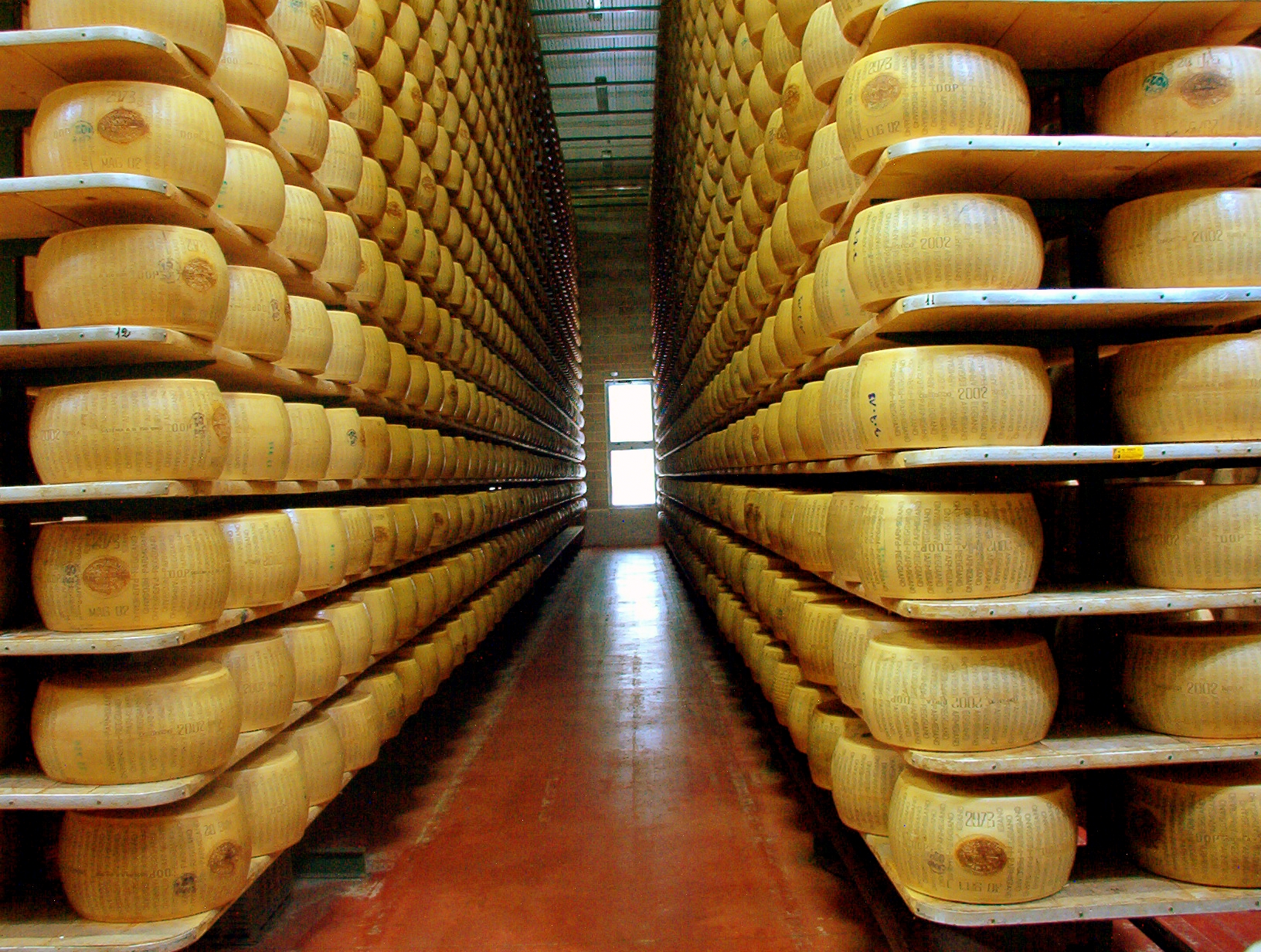
Bánh pho mát Parmigiano-Reggiano ở hãng hiện đại

Có hàng ngàn loại pho mát được sản xuất ở khắp thế giới với đủ các hương vị, màu sắc, độ mềm cứng khác nhau. Có những loại và vị khác nhau của pho mát vì lấy sữa từ thú vật hay chất béo sữa khác, dùng những loài vi khuẩn hay mốc khác, và thay đổi thời gian để già hóa hay những quá trình xử lý khác nhau. Ngoài ra, những nhân tố như chế độ ăn uống của thú vật và sự thêm vào những gia vị, thảo dược, hay hun khói cũng góp phần làm pho mát thêm phong phú về hương vị và chủng loại.
Đối với một số loại pho mát, sữa được đông lại bằng cách thêm những axít như giấm hay nước chanh. Tuy nhiên, phần nhiều pho mát được axít hóa ít hơn do vi khuẩn, nó đổi đường sữa thành axít lactic, sau đó thêm rennet để đông lại là xong. Rennet là một hỗn hợp enzyme ngày xưa lấy từ lớp lót bụng bò, nhưng ngày nay cũng được sản xuất trong phòng thí nghiệm. Có những chất thay thế hợp với người ăn chay; phần nhiều được sản xuất bằng cách làm men loài nấm Mucor miehei, những có chất khác được rút khỏi một số loài thuộc chi Atisô.
Sau khi sữa đông, người ta hớt lấy, ép ráo nước rồi cho vào khuôn có kích cỡ khác nhau tùy thích. Sau đó các khuôn chứa pho mát sẽ được cho xuống các hầm ủ, nơi không khí đảm bảo không quá ẩm cũng không quá khô. Tùy từng loại pho mát mà có thời gian ủ mau hay chậm, người ta sẽ có pho-mát thành phẩm và có thể bán ra thị trường.

## Dinh dưỡng
Pho mát được ăn liền hoặc dùng kết hợp trong nhiều món ăn, như trong món bánh pizza của người Ý, với bánh mì nướng giòn và rượu vang đỏ kiểu Pháp, trộn salad với dầu ô liu kiểu Hy Lạp, dùng kết hợp với mì ống kiểu Ý. Phần nhiều loại pho mát tan ra khi được nóng lên tuy có một số loại cứng như pho mát mốc có thể nướng phồng, xào, rán hoặc chiên.
Pho mát đã là một cách tránh nạn đói và là một món ăn hợp với việc đi du lịch. Nó có ích vì dễ mang theo, giữ được lâu, và có nhiều chất béo, protein, calci, và phosphor. Những hãng pho mát ở gần vùng nuôi bò thì sản phẩm có giá và rẻ hơn do chi phí nguồn nguyên liệu không phải vận chuyển đi xa. Thời gian giữ được của pho mát khá lâu, nên các hãng sản xuất pho mát có thể giữ nó đến khi giá pho mát cao lên hoặc khi cần thêm tiền.

## Quốc gia sản xuất

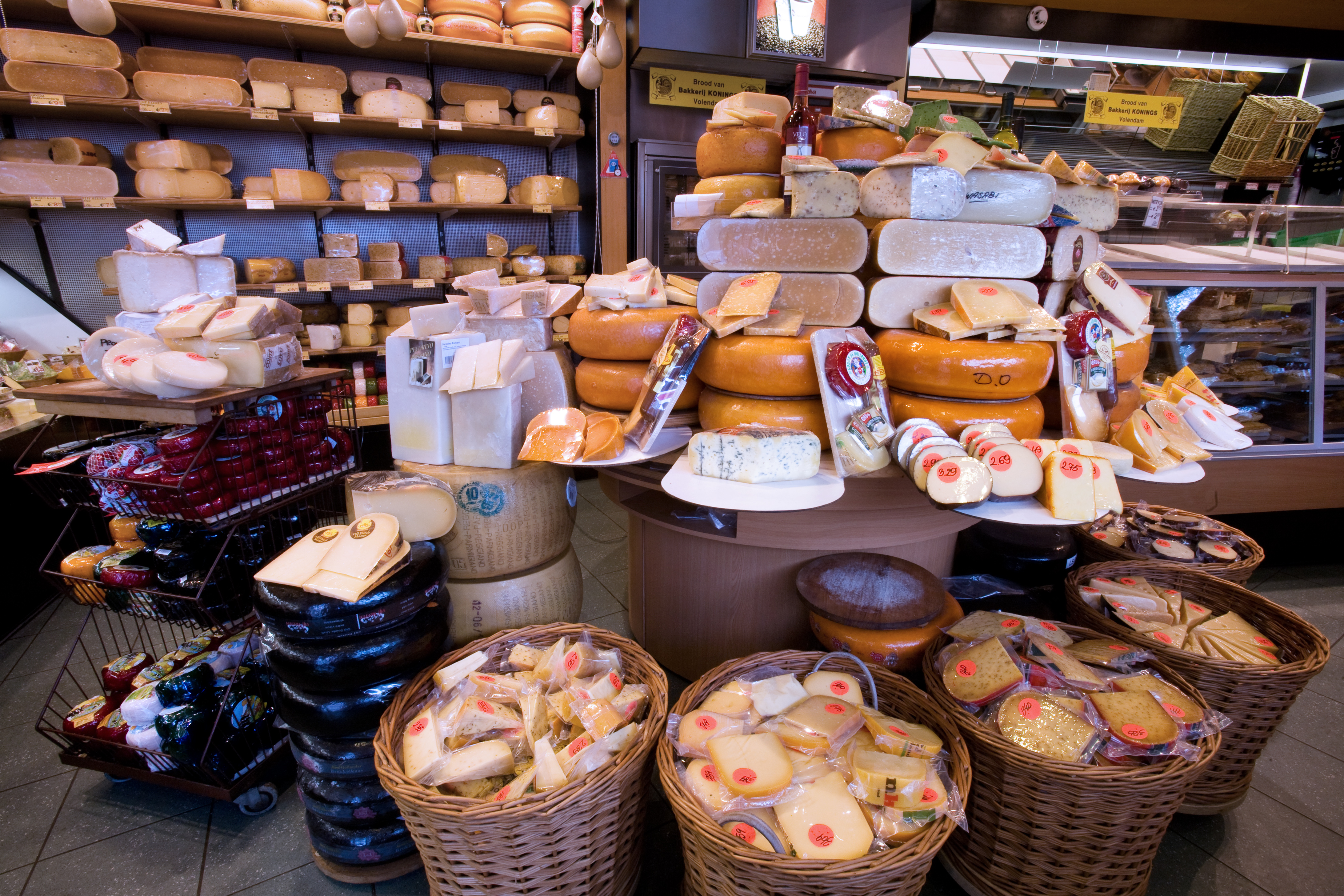
Nhiều loại pho mát được bày bán tại Amsterdam.

- Đất nước sản xuất pho mát hàng đầu thế giới là Hoa Kỳ với khoảng 5 triệu tấn mỗi năm.
- Sự đa dạng về chủng loại pho mát có thể kể đến nước Pháp, nơi mà thống kê chưa đầy đủ cho thấy có tới hơn 1000 loại pho mát khác nhau. Bởi vậy người Pháp có câu thành ngữ Un fromage par jour de l'année (Mỗi loại pho mát cho một ngày trong năm).
- Hy Lạp là quốc gia tiêu thụ nhiều pho mát nhất trên thế giới tính theo đầu người. Mỗi người dân nước này dùng khoảng 27,3 kg pho mát mỗi năm.
- Một món pho mát mang tên Casu marzu có nguồn gốc từ Sardinia, Ý nằm trong số những món ăn kinh dị nhất hành tinh. Món ăn được ấu trùng của loại ruồi có tên khoa học là Piophila (thường được gọi là "ruồi" pho mát) lên men, tạo ra những con giòi trong miếng pho mát.[7]

## Chú thích

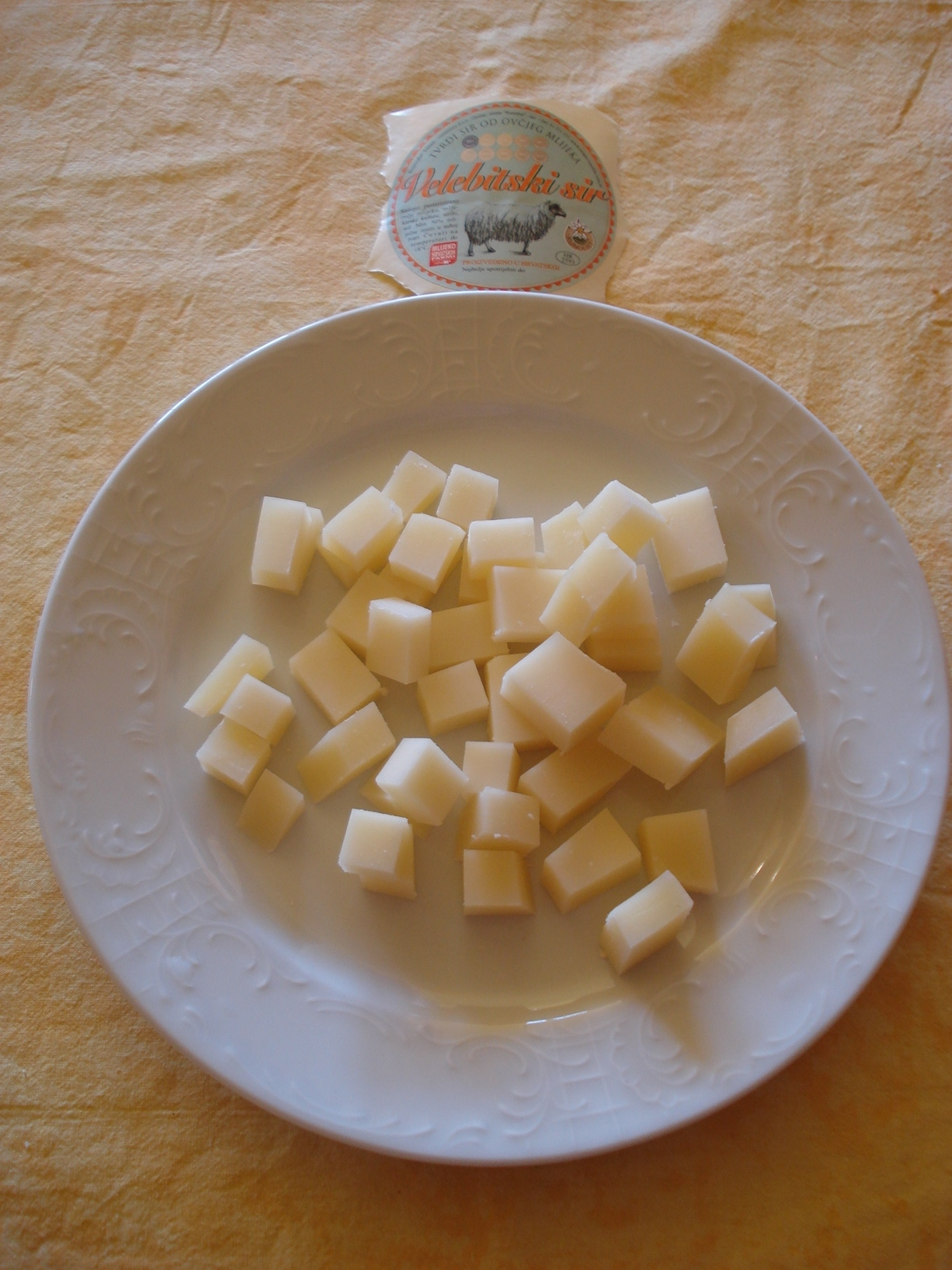
Phô mai Croatia